# 引流管

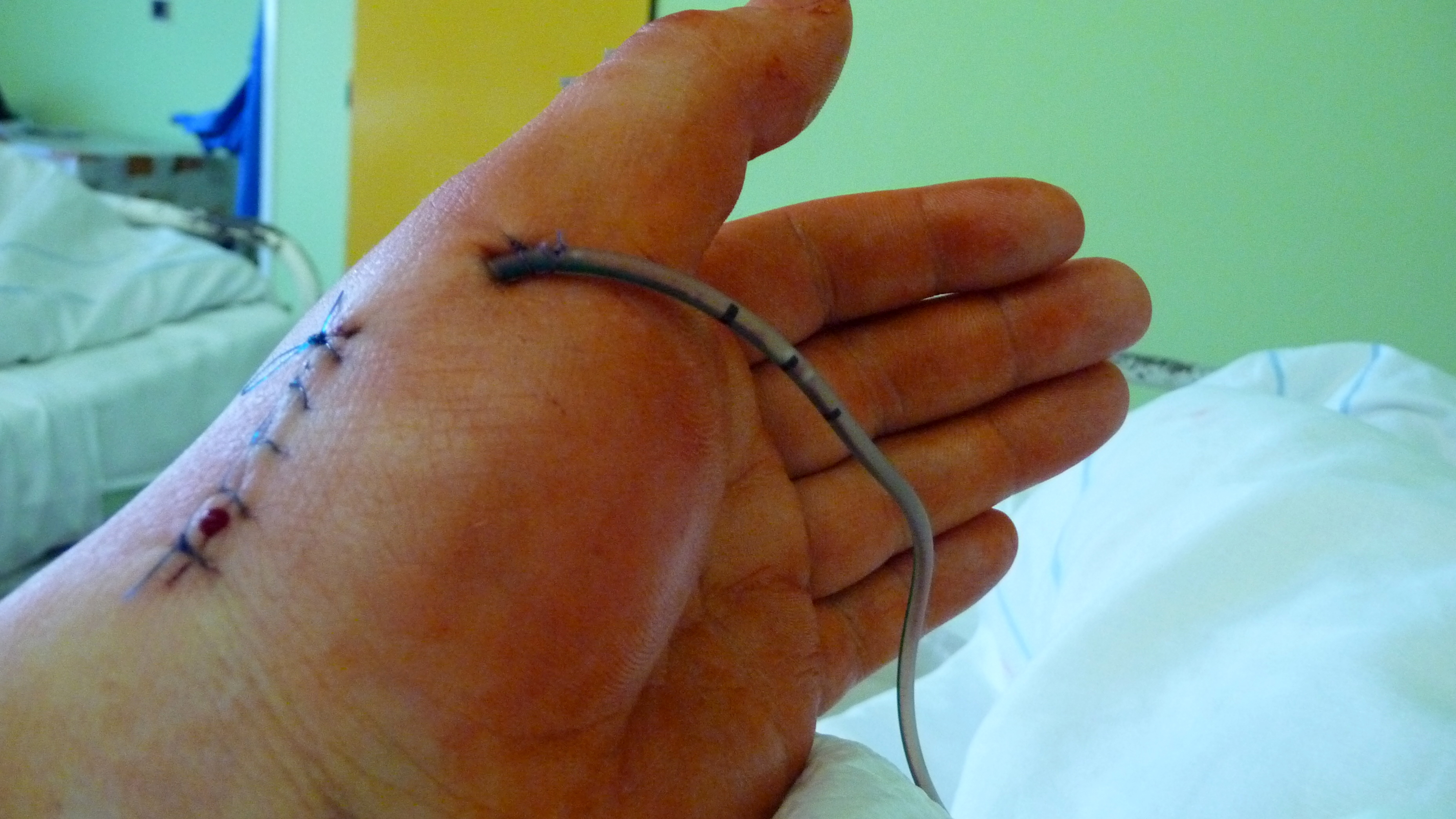
左手骨折手術以鈦合金螺釘固定後，使用引流管引流。

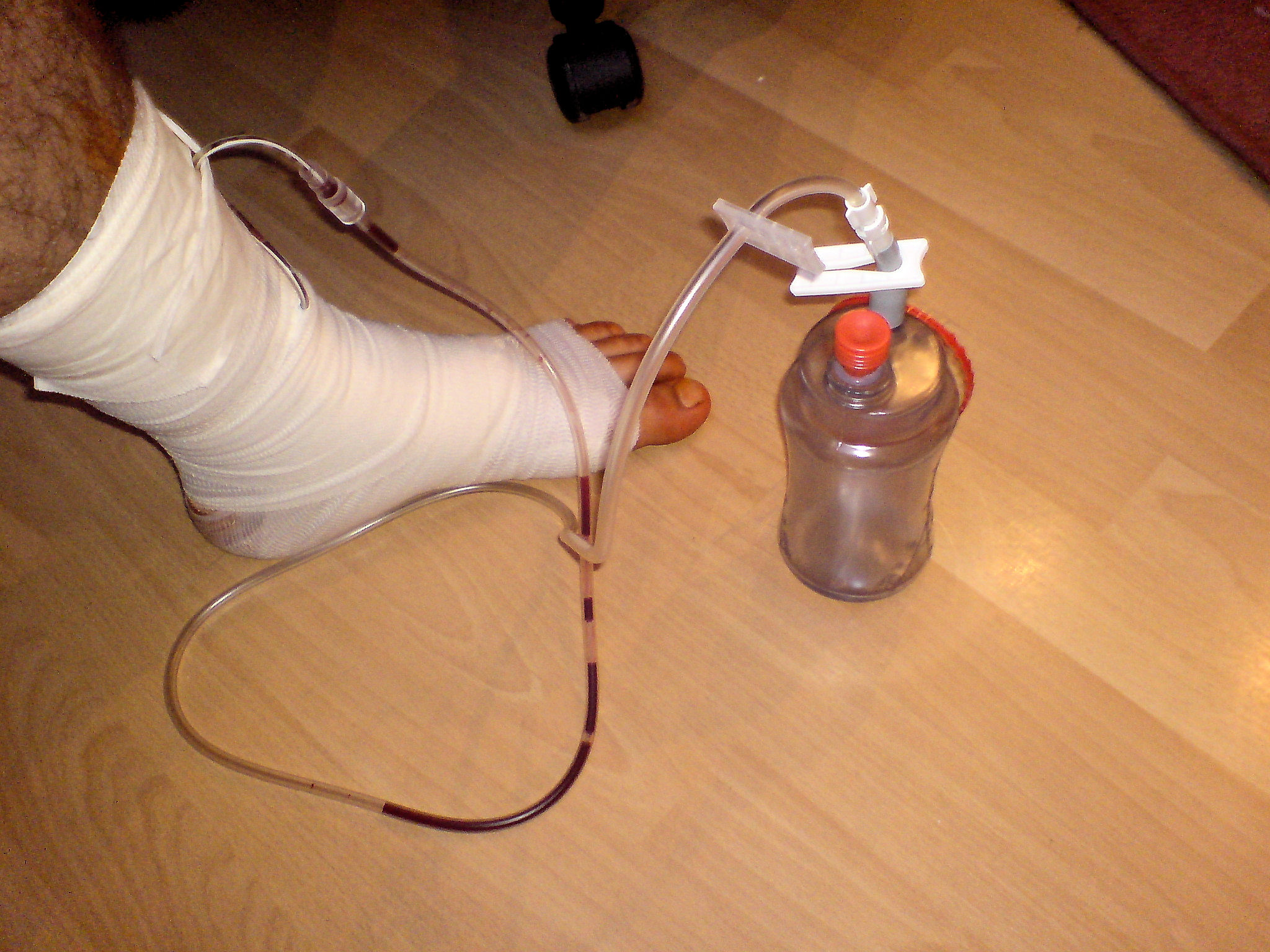
手術取出植入物後，使用引流管與引流瓶引流。

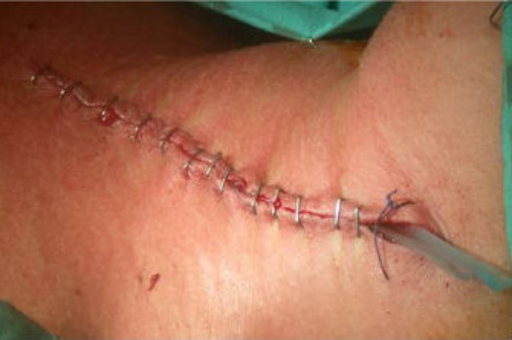
左頸部傷口的皮下引流。

引流管（drainage tube）或外科引流管（surgical drain）是以导液为目的，用来建立通道或开口的管路器材，可使空腔、中空器官、创口或感染部的组织液、分泌液、血液或脓液排干。可由内科医师、外科醫師或介入影像科醫師放置。 

## 使用
近來由於影像學檢查與手術技術的進步，引流管的常規使用越來越少，因為在某些情形下，引流管可能限制病人的活動而影響術後恢復，或者導致傷口的感染。但仍有某些情況必須使用引流管。 
引流管可以接到固定式或活動式的抽吸設備，或使其自然引流。不管如何，必須仔細記錄引流液體的量與質。引流管流至的時間視病人的狀況與引流液的質與量來決定，有時需要留置數周甚至更久。引流管穿出體表的部位通常會以敷料保護，須定期或視需要進行更換。 

## 併發症
引流管可能堵塞，而蓄積於體內的液體可能導致感染或其他併發症。引流管的照護必須注意保持引流管暢通並經常評估。如果引流管堵塞，醫師通常會考慮移除無用的引流管。但仍須評估病人體內是否仍有需要引流的液體，以安排後續治療。 

## 引流管的種類
大致上可分為： 
- 穿刺引流管：经由穿刺术或内镜术对体腔积液、囊肿等进行穿刺或经自然孔道引流的管路。
- 傑克森-普拉特（Jackson-Pratt）式引流管：简称杰-普氏引流管（J-P drain），為多孔圓形或扁平的管子，連接於封閉式負壓收集裝置；收集裝置通常為有彈性的橄欖形橡胶吸头，設有排出口。打開排出口，壓縮球囊以排出空氣與液體，再關閉排出口，球囊在回弹过程中產生負壓以吸引所欲引流的液體。
- 布雷克（Blake）式引流管：引流管上有小溝，據信可以借由毛細作用收集液體，再經由圓型的矽膠管路連接於負壓抽吸收集裝置以將液體抽走。[5]
- 邊羅士（Penrose）式引流管：形似管风琴的柔軟橡膠管排列，保持通路開放，作為開放式自然引流。
- 負壓傷口治療（negative-pressure wound therapy）：也称真空辅助闭合（vacuum-assisted closure）或“真空辅料”（VAC dressing），是較新的傷口治療方式，以多孔洞（類似泡棉）材料覆蓋傷口，將引流管放置於傷口區域之適當位置，以不透氣膠膜將整個範圍封閉，將引流管接上抽吸裝置。此方法可促進肉芽組織形成，通常用於重大手術、創傷、癒合困難的傷口。
- 瑞迪伐（Redivac）引流管：一種高負壓引流管，將抽吸管接再引流管上以產生真空，將液體引流入瓶。
- 豬尾式（pigtail）引流管：此引流管內有一條線固定於導管體內端以維持管端捲曲（「豬尾」樣），該線連接在外部的螺栓上，移除導管前要旋轉螺栓以放鬆此線，才能移除導管。
- 達沃爾（Davol）引流管
- 胸管：是軟性塑料管，穿過胸壁插入肋膜腔或縱隔以進行引流，通常配有存水弯设计来防止空气重新进入胸腔。